# Финансы великого герцога
«Финансы великого герцога» (нем. Die Finanzen des Großherzogs) — немецкий немой художественный фильм 1924 года режиссёра Фридриха Вильгельма Мурнау, экранизация одноимённого романа шведского писателя Фрэнка Хеллера.

## Сюжет
По сюжету Филипп Колин спасает великого герцога Рамона XXIII как от разорения, так и от революции. При этом сам Филипп Колин не остается внакладе.

## В ролях
- Альфред Абель[англ.] — Филипп Колин
- Мади Кристианс — великая княгиня Ольга
- Адольф Энгерс[англ.] — сеньор Эстебан Пакено
- Юлиус Фалькенштайн[англ.] — Эрнест Исаакс
- Илка Грюнинг[англ.] — Августина, повариха
- Гуидо Херцфельд[англ.] — Семён Марковиц
- Георг Аугуст Кох[нем.] — опасный заговорщик
- Гарри Лидтке — великий герцог Рамон
- Вальтер Рилла[англ.] — Луис Эрнандес
- Ганс Герман Шауфус[англ.] — горбатый заговорщик
- Роберт Шольц[англ.] — великий князь, брат Ольги
- Макс Шрек — странный заговорщик
- Герман Валлентин — герр Бинцер

## Отзывы критиков
- Жорж Садуль писал, что это фильм отмечен «…щедрой, но холодной выдумкой…»[1].
- Бернар Эйзеншиц писал, что в этой картине есть «…комедийное чутьё, чистота структуры и легкость интонации…»[2].